# 南宋官窯青瓷琮式瓶

南宋官窯青瓷琮式瓶(俯視圖)

南宋官窯青瓷琮式瓶，為仿玉器造型的青瓷器，由南宋杭州官窯於十二世紀燒製。原藏於北京紫禁城永壽宮，現藏於國立故宮博物院。

## 形制
全高18.8公分、口徑12.8公分、底徑12.4公分、仿五節玉琮形制。北宋中葉以後，儒學家一改漢唐時期以注疏為主的禮制研究傳統，開始根據出土的器物，進行「觀其器，誦其言，形容髣髴，以追三代遺風」的復古運動；到了南宋時期，祭祀禮器主要依照北宋宋徽宗敕令撰寫的《宣和博古圖》，進行器形的細部製作；若《博古圖》不載，則依聶崇義纂輯的《三禮圖》來完成。在紹興十五年(1145)以後，官窯出產的琮式瓶則是依據《博古圖》進行燒製。

## 官窯

### 修內司窯
靖康之亂後，宋室南遷（西元1127年）建都臨安（即今杭州）。宦官邵成章執掌修內司，負責宮殿、太廟修繕等事務。為了因應皇室日用品的需要，且由於大量祭器在南遷的倉皇中遺失、毀損，邵成章承襲北宋汴京官窯的舊制，在皇城西北鳳凰山下設窯，稱為「內窯」。宋室南遷後，為因應迫切的祭祀需要，紹興元年（西元1131年）所使用的祭祀瓷器是由幾近倒閉的越窯燒造；紹興四年（西元1134年）的明堂祭祀，再由餘姚官窯承製。然而當時朝臣認為兩次祭祀用瓷「其制非是」，紹興十四年（西元1144年）高宗又諭宰執「卿可訪求通曉禮器之人，令董其事。」進而促成紹興十四年禮器局的設立。其後一直到紹興十六年（西元1146年），修內司窯的陶瓷祭器獲得宋高宗的讚許，才正式奠定其官窯的正統地位。修內司窯的工藝技法，主要仍是承自北宋末期赫赫有名的汝窯與官窯，又借鏡的浙江一帶龍泉窯系統的燒造成色技法。發展出粉青、紫口鐵足等特徵。

### 郊壇下窯
紹興十三年三月（西元1143年）設稷壇、築圜丘。其後為祭祀需要，且修內司窯不敷使用，在老虎山上郊壇之側另闢新窯，是為「郊壇下窯」，即今日老虎洞窯址。但其作品質量不如修內司窯。
|  | 南宋葉真《坦齋筆衡》「中興渡江，有邵成章提舉後苑，號邵局，襲故宮遺制，置窯於修內司，造青器名內窯；澄泥為范，極其精緻，油色瑩澈，為世所珍。後郊壇下別立新窯。比舊窯大不侔矣。余如烏泥窯、餘杭窯、續窯皆非官窯比，若謂舊越窯，不復見矣」。 |

### 特徵
南宋官窯的特色是，因其胚土富含氧化鐵，呈紅褐色；且在上青釉時，底部圈足的不上釉。在燒成後，瓶口薄釉處，粉青釉與赭紅胎雜揉，略泛紫光；底部圈足成鐵色。素有「紫口鐵足」之稱。哥窯亦有相同的特徵。相關例子可參照故宮博物院藏品南宋官窯青瓷貫耳壺。

## 外觀

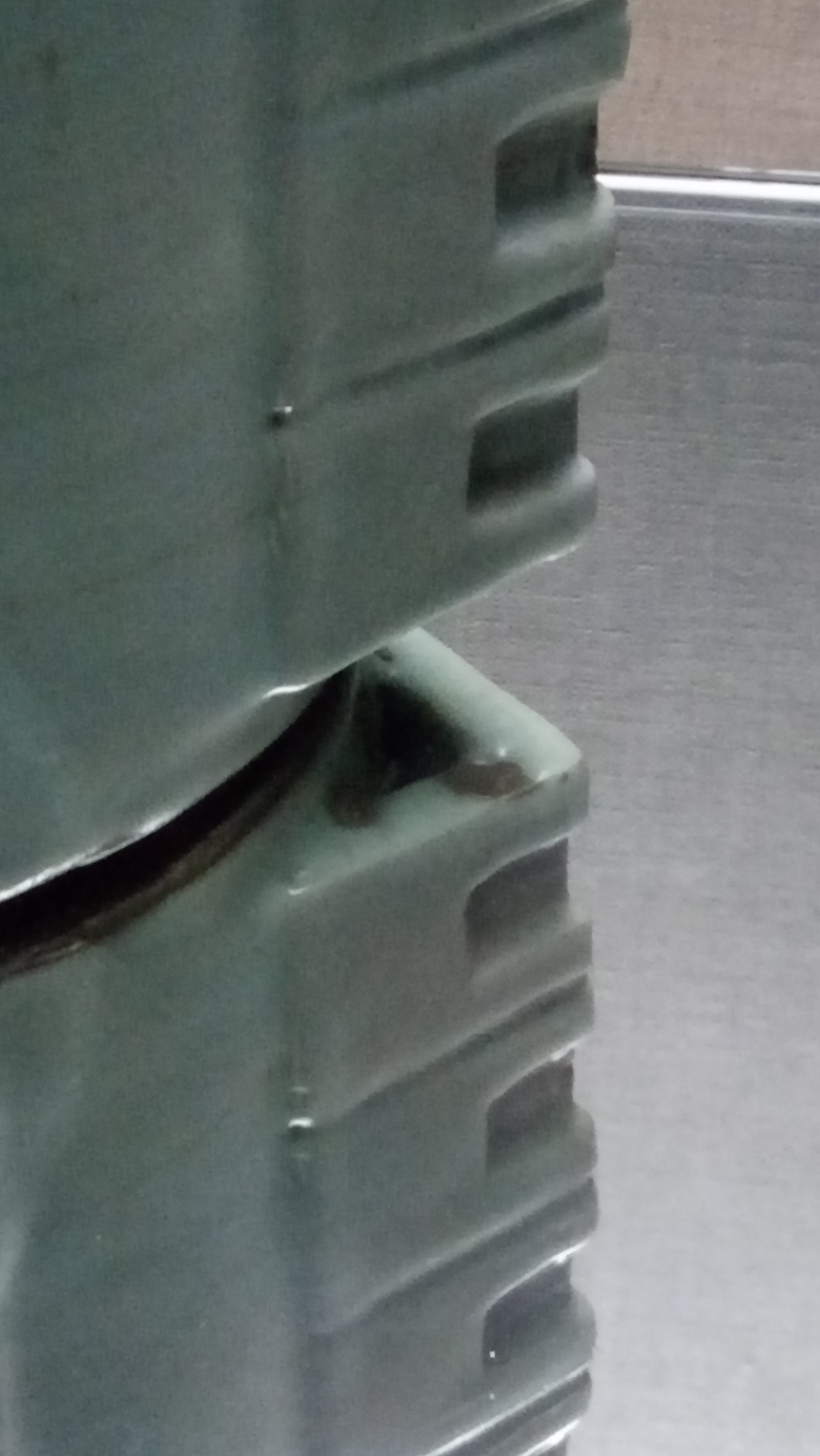
底座細部圖

### 瓷胎
本件作品的胎骨極為厚重，瓶底有1.5公分，口徑幾乎與邊長相等，顯得矮壯厚實，瓶底塗有赭色鐵汁。一如南宋官窯所用的胎土，此瓶土坯含鐵量相高，故器稜薄釉處略泛紫褐色。

### 釉料
青釉的呈色原理是，釉料含有二價鐵離子（Fe+2）與三價鐵離子（Fe+3），在缺氧的還原燒製程序後，紅色的三價鐵離子還原成綠色的二價鐵離子。故呈現青綠色。南宋官窯著名的粉青，則是由龍泉窯為借鏡發展而來的。

### 開片
釉上的裂痕，稱為「開片」，是因為瓷胎與釉料的膨脹係數不同所造成。此作品的鱔血色開片指的是，開片裂痕中略透金黃色的意思。

## 用途的演變
玉琮，為四角或八角柱體，中有貫穿圓孔；是古代用於祭地的玉器。琮式瓶則是自宋朝才開始出現，為仿玉琮形制的祭祀禮器。然而因缺乏實物的考證，宋人製造的琮瓶和今日所見的玉琮並不一致，是一端有底的容器。明朝晚期，琮式瓶的用途已有大的轉變，被通稱為「蓍草瓶」（「蓍」，音同「失」），是擺置於文人書齋的文房花器，可用於插花或插置蓍草。到了清朝，琮式瓶則趨向單純的擺飾。
琮式瓶於明朝時以蓍草瓶的形象傳入日本。被日本人稱為「經筒」，作為花道所用的時尚道具，亦可作為茶道花器。甚至曾做為茶道所用的水指，用以盛裝洗濯用水、補給茶釜用水。今日花道所用之「算木文」即是以中國琮瓶為原型的創作。

## 軼聞
清高宗乾隆皇帝不識兩端貫通無底的新石器玉琮，誤以為其為挑擔配重用的「槓頭」，琮式瓶一度被乾隆稱為「槓頭瓶」。

## 外部連結
- 南宋官窯青瓷琮式瓶[]
- 南宋官窯青瓷貫耳壺[]